# Księga Przepowiedni
Księga Przepowiedni (hiszp. El Libro de las Profecías) – kompilacja apokaliptycznych religijnych objawień napisana przez Krzysztofa Kolumba pod koniec jego życia, prawdopodobnie w obecności jego przyjaciela Gaspara Gorricio, mnicha z zakonu Kartuzów. Książka została napisana między wrześniem 1501 a marcem 1502 i była dopełniana aż do 1505.
Ten swego rodzaju dziennik przekazuje średniowieczny pogląd, że zanim Jezus Chrystus ponownie przyjdzie na ziemię, muszą nastąpić pewne zdarzenia:
1. Chrześcijaństwo musi być rozszerzone na cały świat.
2. Eden musi zostać odnaleziony. W średniowieczu powszechne było twierdzenie, że rajski ogród musiał znajdować się na szczycie wielkiego wzgórza, by nie został naruszony przez biblijny potop. Po przybyciu do Wenezueli w 1498 roku, Krzysztof Kolumb mógł pomyśleć, że na pokrytej zielenią skale znajduje się ogród ze Starego Testamentu z Biblii.
3. Musi nadejść ostatnia krucjata, która wyzwoli Ziemię Świętą z rąk Muzułmanów, by Chrystus mógł wrócić do miejsca, w którym się urodził i zmarł: Jerozolimy.
4. Musi zostać wybrany Ostatni Cesarz Świata – Kolumb wybrał Królów Katolickich, Ferdynanda i Izabelę, którzy byli według niego odpowiedni z powodu ich ogromnej władzy i przekonań religijnych. Ostatni cesarz świata musi koniecznie przeprowadzić wcześniej wspomnianą krucjatę przeciwko muzułmanom i powitać Chrystusa w Jerozolimie po poprzednich krokach.

Przekonania te nie były odosobnione w czasach, w których żył Kolumb. Średniowieczni pisarze klasztorni, tacy jak Joachim z Fiore, mieli podobne poglądy, które mocno wpłynęły na apokaliptyczne pisma i wierzenia Kolumba.
Manuskrypt został napisany przez Kolumba podczas trzeciej wyprawy do Nowego Świata. Oryginał zapisany jest głównie w języku hiszpańskim i po części w łacinie. Manuskrypt został przetłumaczony na język angielski z komentarzem przez Delno C. Westa i Augusta Kinga i opublikowany przez University of Florida Press w Gainesville w 1991 roku.